# Antoine Grégoire
Pour les articles homonymes, voir Grégoire.
Antoine Grégoire, né le 26 juin 1871 à Louvain et mort le 2 juin 1955 à Uccle, est  un linguiste et phonéticien belge qui fonda le Laboratoire de phonétique de l'université de Liège en 1910.
Il était commandeur de l'ordre de Léopold.

## Ouvrages
- L'Apprentissage du Langage, tome I : Les Deux Premières Années, 1937. (Prix Volney, de l'Institut de France)
- L'Apprentissage du Langage, tome II : La Troisième Année et les Années Suivantes, 1948
- La Linguistique (Bibliothèque des chercheurs et des curieux), Librairie Delagrave 6e édition, 1939